# Teleorman
Teleorman är ett län (județ) i södra Rumänien med 378 074 invånare (2018). Det har tre municipii, två städer och 92 kommuner.

## Municipii
- Alexandria
- Roșiori de Vede
- Turnu Măgurele

## Städer
- Zimnicea
- Videle

## Kommuner
| - Băbăiţa - Balaci - Beciu - Beuca - Blejeşti - Bogdana - Botoroaga - Bragadiru - Brânceni - Bujoreni - Bujoru - Buzescu - Călineşti - Călmăţuiu | - Călmăţuiu de Sus - Cervenia - Ciolăneşti - Ciuperceni - Conţeşti - Cosmeşti - Crângu - Crevenicu - Crângeni - Dideşti - Dobroteşti - Dracea - Drăcşenei - Drăgăneşti de Vede | - Drăgăneşti-Vlaşca - Fântânele - Frăsinet - Frumoasa - Furculeşti - Gălăteni - Gratia - Islaz - Izvoarele - Lisa - Liţa - Lunca - Măgura - Măldăeni | - Mârzăneşti - Mavrodin - Mereni - Moşteni - Nanov - Năsturelu - Necşeşti - Nenciuleşti - Olteni - Orbeasca - Peretu - Piatra - Pietroşani - Plopii-Slăviteşti | - Plosca - Poeni - Poroschia - Purani - Putineiu - Rădoieşti - Răsmireşti - Săceni - Saelele - Salcia - Sârbeni - Scrioaştea - Scurtu Mare - Seaca | - Segarcea-Vale - Sfinţeşti - Siliştea - Siliştea Gumeşti - Slobozia Mândra - Smârdioasa - Stejaru - Ştorobăneasa - Suhaia - Talpa - Tătărăştii de Jos - Tătărăştii de Sus - Ţigăneşti - Traian | - Trivalea-Moşteni - Troianul - Uda-Clocociov - Urluiu - Vârtoape - Vedea - Viişoara - Vităneşti - Zâmbreasca |